# Place Saint-Isaac
Pour les articles homonymes, voir Saint Isaac.
 (mai 2025).
Si vous disposez d'ouvrages ou d'articles de référence ou si vous connaissez des sites web de qualité traitant du thème abordé ici, merci de compléter l'article en donnant les références utiles à sa vérifiabilité et en les liant à la section « Notes et références ».
La place Saint-Isaac (en russe : Исаакиевская площадь, Isaakievskaïa Plochtchad), connue sous le nom de place Vorovsky (en russe : Площадь Воровского) entre 1923 et 1944, est une place de Saint-Pétersbourg, en Russie.
La place Saint-Isaac est une vaste place située entre le palais Marie et la cathédrale Saint-Isaac qui la sépare de la place du Sénat. La place est occupée en son centre par un monument équestre représentant le tsar Nicolas Ier.